# St. Georg (Oberdolling)
St. Georg ist eine katholische Pfarrkirche in Oberdolling im Bistum Regensburg und im Landkreis Eichstätt. Sie liegt im Ortskern am Kirchplatz 6 in West-Ost-Ausrichtung.

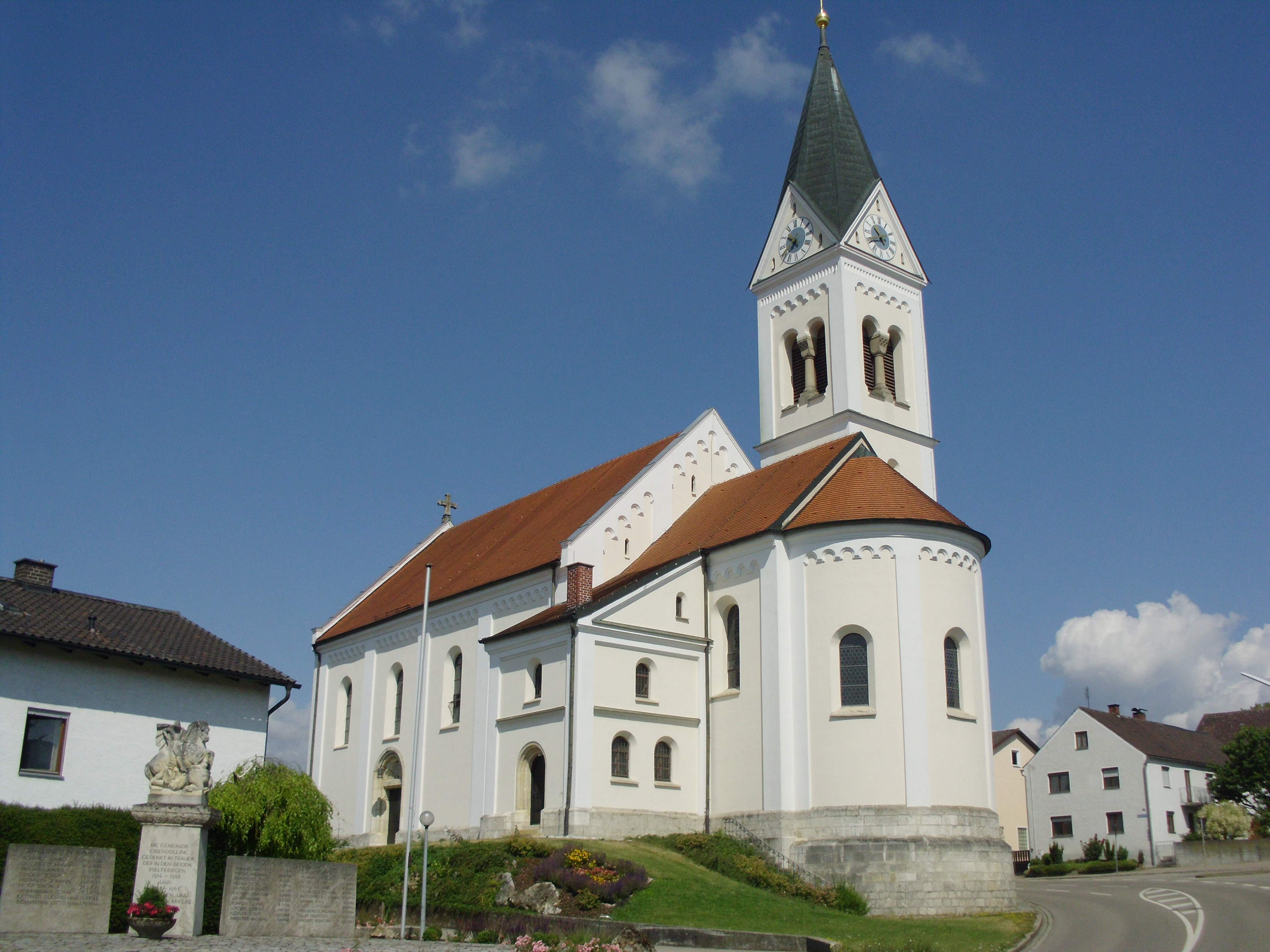
Die neuromanische Pfarrkirche St. Georg in Oberdolling

## Geschichte

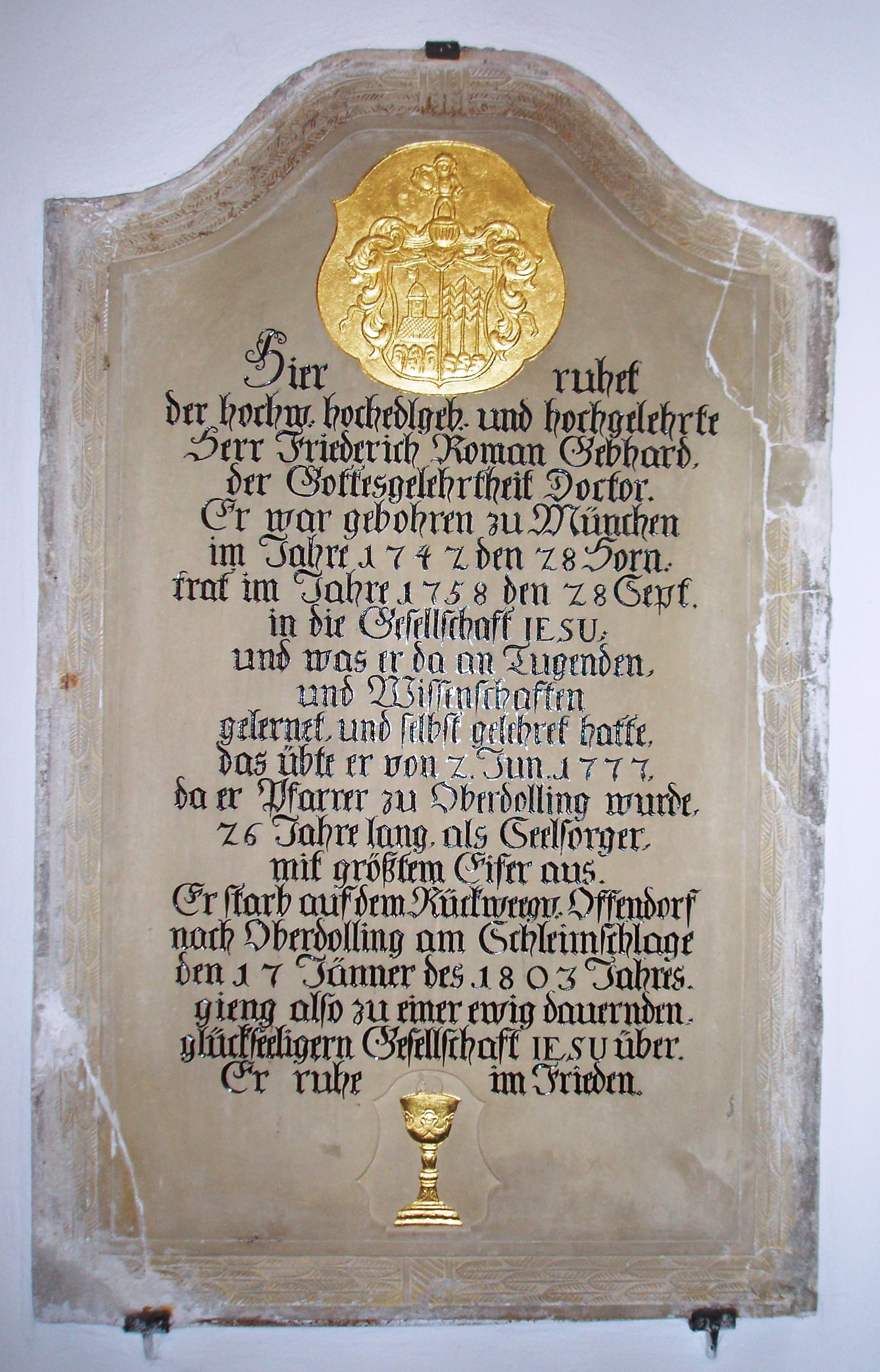
Gebhard-Gedenkplatte

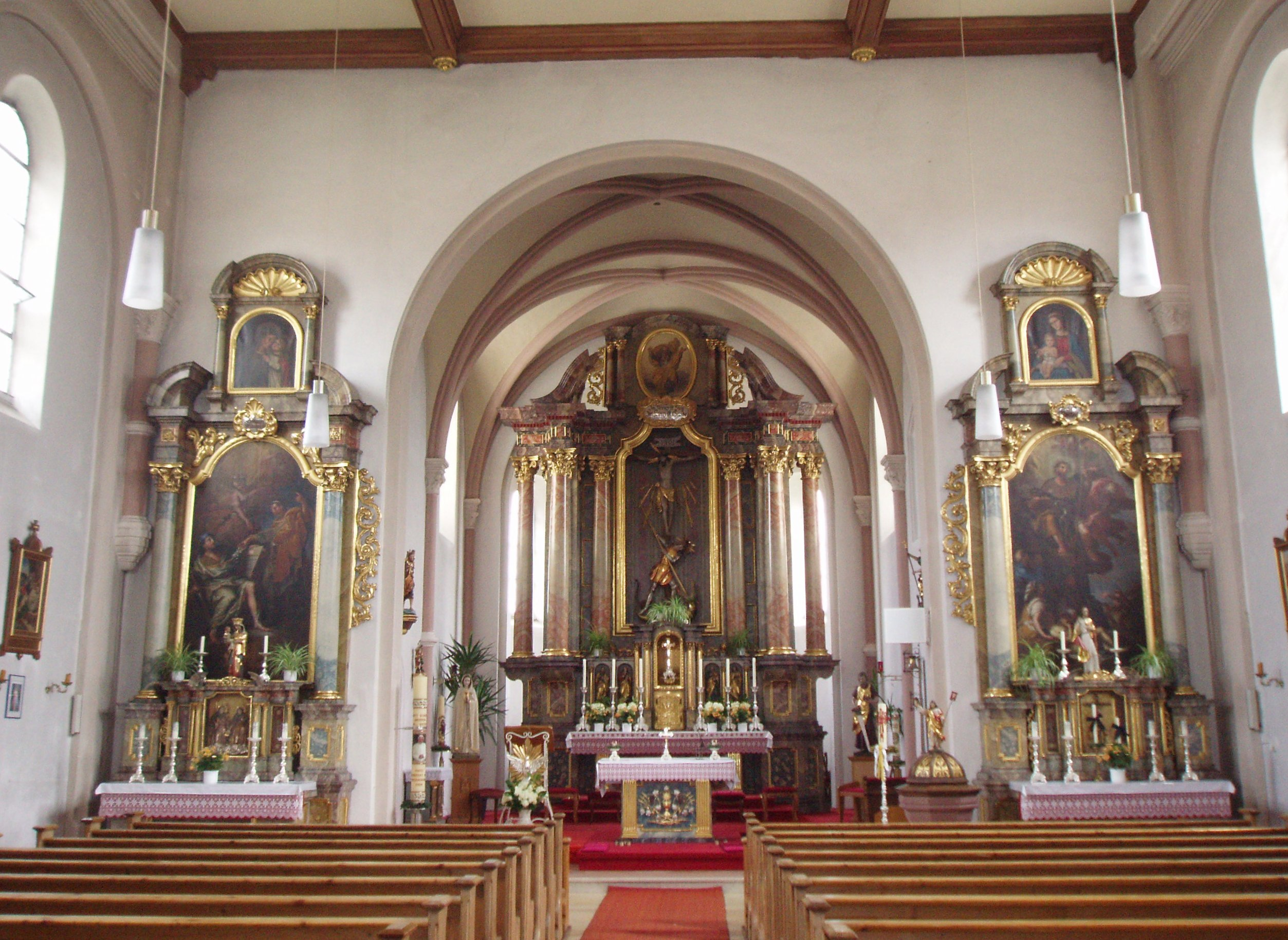
Die drei Altäre im Osten der Kirche

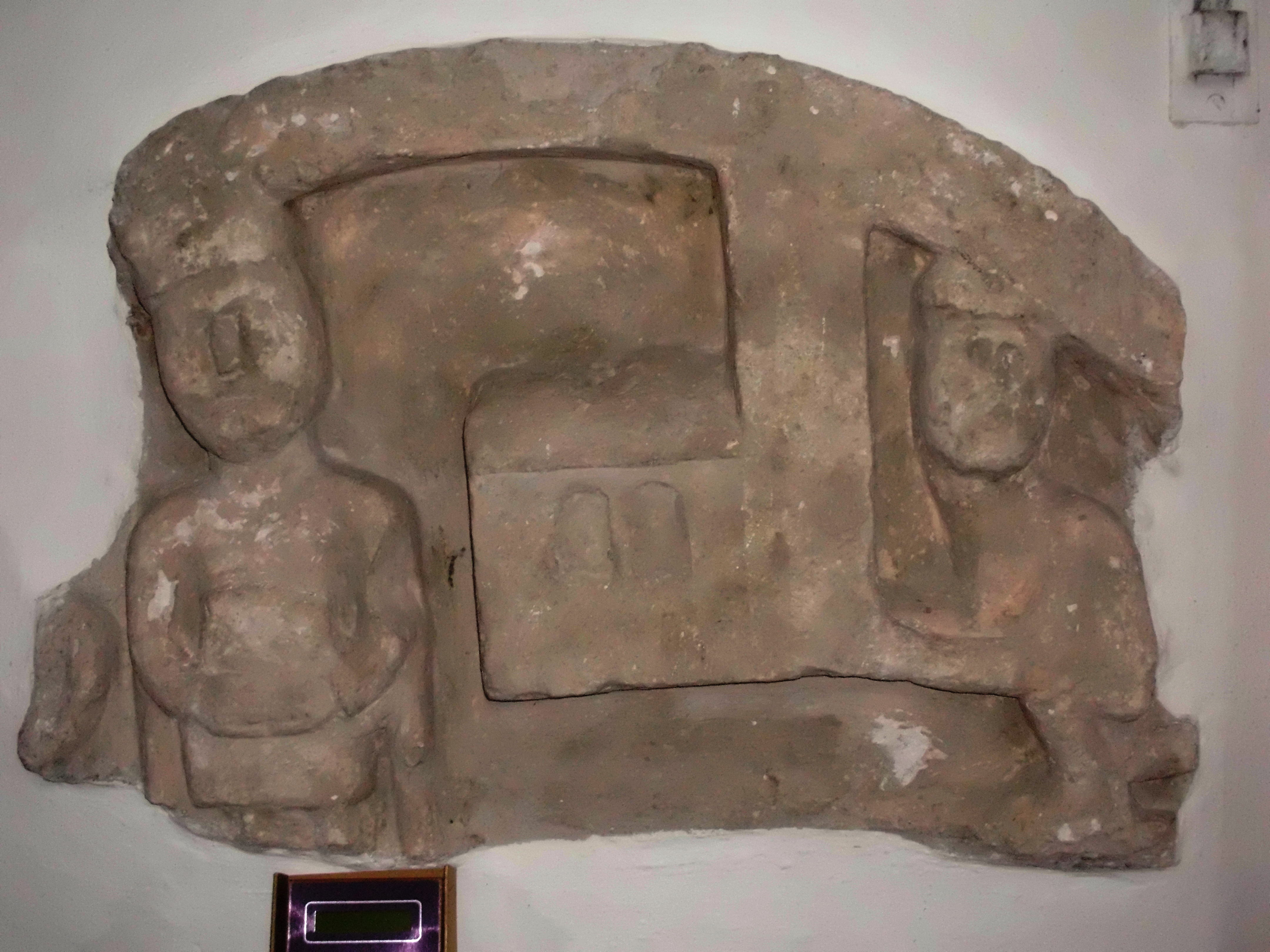
Das frühgotische Tympanon im Chorraum

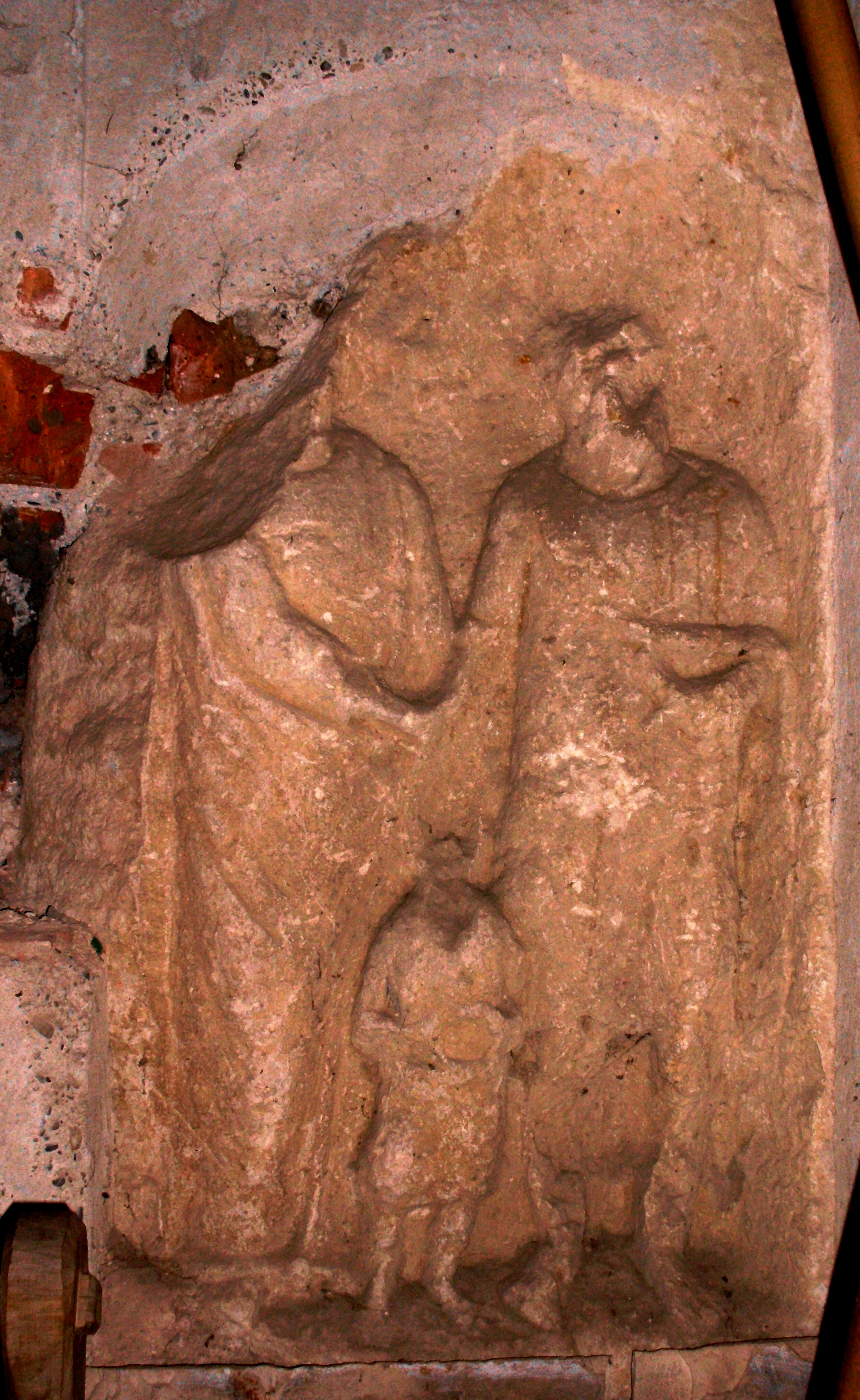
Römischer Grabstein im Turm

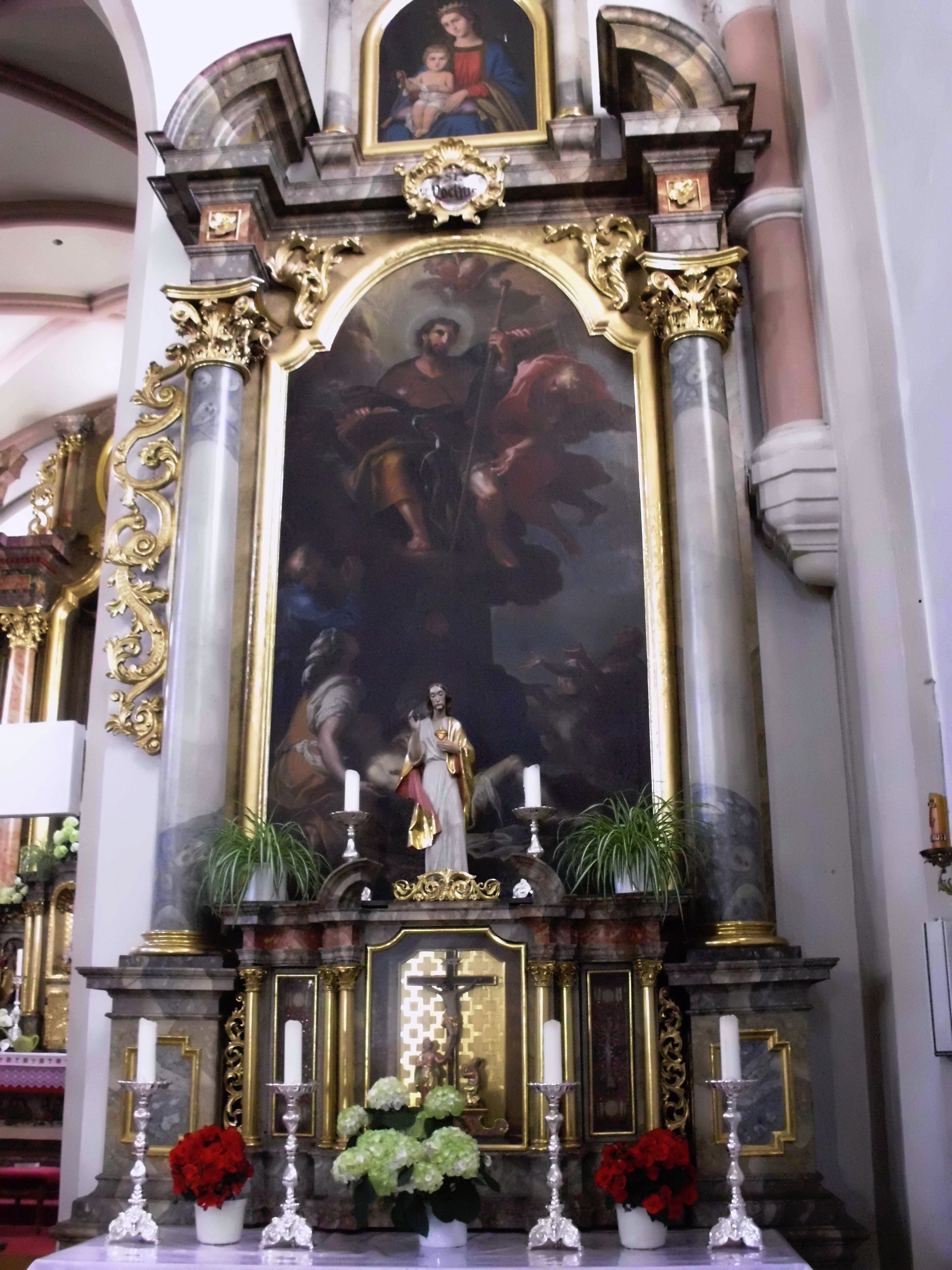
Altargemälde „Hl. Rochus“ von J. K. Sing

Die ebenfalls dem hl. Georg geweihte Vorgängerkirche, eine frühgotische Chorturmkirche, soll unter dem Ortsadeligen Engelhard von Dolling (1259–1261 Bischof von Eichstätt) entstanden und von ihm konsekriert worden sein. Mit 19 Meter Länge und zehn Meter Breite bot sie nur 24 Kirchenstühlen Platz und galt spätestens seit dem 18. Jahrhundert als zu klein. Der Kirchturm, 1793 wegen Baufälligkeit abgetragen und an anderer Stelle vor dem Portal neu erbaut, stürzte im Dezember des gleichen Jahres ein und wurde an gleicher Stelle ein zweites Mal errichtet. Die beiden Glocken wurden 1894 eingeschmolzen.
Da sich die Kirche 1870 als baufällig und zu klein erwies, wurden 1874 und 1876 Pläne für den Bau einer neuen und größeren Kirche erstellt, die aber nicht zur Ausführung kamen. Mit der Auflassung des Friedhofs um die Kirche im Jahr 1885 entstand ein größeres Areal für einen Neubau. Von 1895 bis 1897 wurde unter Pfarrer Andreas Bücherl (* 7. April 1838; seit 1891 in Oberdolling; dort † 14. April 1901) nach Abbruch der Vorgängerkirche an gleicher Stelle die heutige geräumige Kirche erbaut. Den Plan erstellte Architekt Johann Baptist Schott aus München. Baumeister war Magnus Wieser aus Kelheim. Die Grundsteinlegung erfolgte am 24. April 1895. Die Weihe vollzog der Regensburger Bischof Ignatius von Senestrey am 8. Mai 1897. Auch der heutige Kirchturm wurde mit dem Kirchenschiff neu errichtet.
Zur Pfarrei gehört seit jeher der Ort Unterdolling mit der Filialkirche St. Stephan, außerdem Hagenstetten, Harlanden (seit 1880) und Sankt Lorenzi (früher Appersdorf), die durch Rentenbeträge zur Finanzierung der Pfarrkirche beigetragen haben. Bereits 1374 war Bettbrunn aus Oberdolling ausgepfarrt und zur eigenen Pfarrei erhoben worden.
Der letzte Ortspfarrer war der Bischöfliche Geistliche Rat Johann Hundsdorfer (* 22. April 1928; † 12. Dezember 2008).

## Baubeschreibung
Die vierachsige Saalkirche im neuromanischen Stil hat einen eingezogenen, halbrund geschlossenen Chor mit Kreuzrippentonne, das Langhaus überspannt eine Flachdecke mit Balken. Der nördlich am Chor stehende quadratische Kirchturm ist dreigeschossig; im dritten Geschoss befinden sich Schallöffnungen nach allen vier Seiten. Alle vier Giebel sind mit Zifferblättern versehen. Die zweigeschossige Sakristei ist südlich an den Chor angebaut.

## Ausstattung
Für den Neubau wurde 1896 eine neue Inneneinrichtung mit drei Altären und einer Kanzel angeschafft. Die Wände erhielten eine Bemalung mit Ornamenten und mit Fresken im Nazarenerstil. Vier Glocken schuf die Glockengießerei Georg Bachmair in Ingolstadt.
Bei der Umgestaltung 1962 des Innenraums wurde die Bemalung durch Abschlagen des Putzes entfernt, ebenso verschwand die Kanzel von 1896, die Altäre aus jener Zeit ersetzte man durch barocke Schöpfungen aus einer aufgelassenen Klosterkirche in Neuburg an der Donau. Das im Chorbogen hängende Kruzifix wurde in den sechssäuligen Hochaltar integriert, unter dem Kreuz befindet sich eine Figur des Kirchenpatrons. Der südliche Seitenaltar zeigt ein Gemälde mit dem hl. Rochus, davor eine Herz-Jesu-Statue. Am nördlichen Seitenaltar stellt das Gemälde den hl. Paulus dar; davor steht eine Mutter-Gottes-Statue. 1997 wurde eine Mutter-Anna-Statue gestiftet, eine Südtiroler Künstlerarbeit. Beide Seitenaltarblätter malte Johann Kaspar Sing 1714; sie gelten als „bedeutend“. Der Kreuzweg von 1896, eine Spende des damaligen Postwirts, blieb bei der Renovierung durch den Einsatz des Mesners erhalten, wenngleich eine Zeitlang ein moderner Kreuzweg aufgehängt war. Die Statue des hl. Josef rechts im Chorraum ist eine Stiftung von Pfarrer Hundsdorfer. Die farbigen Kirchenfenster wurden bei einer weiteren Renovierung im Jahr 1984 vom Chorraum in das Langhaus versetzt.
An der südlichen Chorraumwand ist innen neben dem Eingang zur Sakristei ein frühgotisches, „sehr rohes“ Steinrelief wohl aus dem 13. Jahrhundert eingemauert, das als Rest eines Tympanons der Vorgängerkirche angesehen wird und wahrscheinlich den Kirchenstifter zeigt, wie er den Sakralbau dem Bischof oder dem Kirchenpatron darbringt. Das Relief befand sich an der alten Kirche an der südlichen Außenmauer.
Im Erdgeschoss des Turmes ist in die östliche Innenwand ein teilweise zerstörter römischer Grabstein ohne Inschrift eingemauert, der drei Relieffiguren (Ehepaar mit Kind?) zeigt.
An den Langhauswänden sind innen Grabdenkmäler derer von Hegnenberg von 1694, 1697 und 1786 eingemauert; die Freiherren von Hegnenberg besaßen die Hofmark Oberdolling seit 1692. Ein weiterer Grabstein erinnert an den Jesuiten Friederich Roman Gebhard, Doktor der Theologie und Pfarrer von Oberdolling, † 17. Januar 1803.